# Macaco-prego-de-crista
Macaco-prego-de-crista, mico-topetudo ou capuchinho-de-crista (nome científico: Sapajus robustus) é um primata da família dos cebídeos (Cebidae), atualmente em perigo de extinção, que reside na Mata Atlântica, mais especificamente nos seguintes estados: Bahia, Minas Gerais e Espírito Santo. Vive em grupos, com a presença de machos e fêmeas, sendo um dos machos o macho-alfa, o qual é uma espécie de líder do grupo, possui um sistema poligâmico e, em relação a sua dieta, pode-se observar que é diversicada, definido-se como um bicho onívoro.

## Etimologia
O termo macaco-prego-de-crista deu-se porque o animal possui o pênis em formato de prego quando está ereto e por possuir um topete com os pelos longos, erguidos e convergentes na linha mediana do corpo. Pode-se encontrar em algumas literaturas a expressão "Cebus robustus" para se referir a esse bicho, pois, antigamente, Cebus era o nome dado ao gênero dos macacos-prego, sendo essa uma palavra de origem grega, kêbos, que significa macaco com longa cauda; a palavra Sapajus, atualmente usada, é uma versão em latim de uma palavra originada do tupi para se referir a esses animais.

## Taxonomia
No passado, o gênero Sapajus não era reconhecido ainda, tendo em vista que diversas espécies de primatas neotropicais eram acomodadas em apenas um gênero: Cebus. Nos dias atuais, após diversos estudos e diversas pesquisas, os animais sem o tufo continuaram sendo consideradas como Cebus e aqueles com tufo: Sapajus, possuindo oito espécies em seu grupo: S. robustos, S. nigritus, S. flavius, S. apella, S. macrocephalus, S. xanthosternos, S. cay e S. libidinosus. Alguns estudos recentes indicam que o ancestral comum que originou esses dois gêneros seria da Amazônia, portanto, após o estabelecimento do Rio Amazonas, eles se dividiram da seguinte maneira: a população que antecedeu Cebus ficaram nas Guianas e a população que antecedeu Sapajus permaneceram no Brasil, residindo na Mata Atlântica.
Nos anos quarenta, o S. robustus, o qual até então era C. robustus, já era considerado por alguns pesquisadores como uma espécie válida, porém, por muitas décadas, ocorreu-se diversos questionamentos e estudos contrários sugerindo que esse animal era uma subespécie do C. apella ou, até mesmo, do C. nigritus. No início do século vinte e um, a espécie foi revalidada e C. robustus passou a ser considerado como tal.

## Ecologia e descrição
Apesar de não haver muitos estudos a respeito da ecologia do mico-topetudo, entende-se que eles vivem em grupos, tanto machos quanto fêmeas, considerados médios, com, no máximo, 30 indivíduos; além disso, esses grupos vivem uma hierárquia que pode não seguir um padrão, mas esse modo de viver diz respeito à existência de um macho-alfa, o qual tem as seguintes responsabilidades: controlar os alimentos, defender o grupo e o acasalamento. De um modo geral, analisando o gênero Sapajus como um todo, pode-se observar que são animais diurnos, são flexíveis quando se trata dos seus habitats, porém, buscam por locais com maior disponibilidade de alimentos.
Eles medem, em média, 44 centímetros, uma vez que os machos tendem a ser maiores que as fêmeas, e podem chegar até 3,5 quilogramas. Possuem uma cauda, considerada grande, que mede volta de 50 centímetros. A respeito de sua pelagem, é um animal que possui os pelos longos, da cor marrom-avermelhada por quase todo o corpo, variando os tons nos lados externos nos lados externos dos membros, e, na região da cabeça, possui um topete alto.

### Dieta
Em geral, os macacos do gênero Sapajus tanto de matéria vegetal quanto de matéria animal, ou seja, são onívoros, sendo sua alimentação bastante variada, contendo frutos e pequenos mamíferos, por exemplo. Os macacos-prego-de-crista, em específico, alimentam-se de frutos nativos e de frutos exóticos, exemplos desses respectivamente são: cajá-mirim e manga, além disso, em sua dieta pode-se observar, também, a presença de caules, flores, anfíbios e sementes, entre outros.

### Reprodução e comportamento sexual
Existem poucos estudos relacionados à reprodução e ao comportamento desse animal, portanto, sabe-se que seu modo de acasalamento é poligâmico, ou seja, no período de reprodução esses micos mantêm mais de um vínculo sexual, além disso, o intervalo entre os nascimentos dura cerca de dois anos. Sobre a maturidade sexual da espécie, sabe-se apenas sobre as fêmeas, as quais chegam a essa fase após quatro anos de vida.

## Distribuição Geográfica e habitat
É um animal que reside apenas no Brasil, especificamente na Mata Atlântica. Distribui-se nos seguintes estados: Bahia, Espírito Santo e Minas Gerais; de acordo com seus limites geográficos, está presente pelo nordeste, noroeste e oeste do Rio Jequitinhonha (Bahia e Minas Gerais), além disso, está na Serra do Espinhaço e no Rio Suaçuí (ambos em Minas Gerais) pelo sentido sudoeste e pelo sentido sudeste está presente no Rio Doce (Minas Gerais e Espírito Santo). Habita em florestas ombrófilas, as quais caracterizam-se pelas chuvas frequentes e pela vegetação de folhas largas e estão presentes na Mata Atlântica, porém é um animal que se adapta a diversos ambientes.

## Conservação
Apesar de ter uma longevidade, considerada longa, podendo chegar a, aproximadamente, 50 anos em cativeiro, o macaco-prego-de-crista tem baixos números de natalidade e, comparativamente, altos índices de mortalidade, o que contribui para que a espécie esteja entre as dez espécies mais ameaçadas no bioma em que reside e o terceiro da família Cebidae no Brasil em perigo de extinção. Algumas outras ameaças a esses animais são: o desmatamento, a caça, a captura deles e a extração de madeira.
Acredita-se que o tamanho da população atual seja de 14 400 animais, porém não se sabe quantos são maduros, a espécie também vem sofrendo um declínio nos últimos quarenta e oito anos, sendo considerada pela Lista Vermelha da União Internacional para a Conservação da Natureza (UICN / IUCN) como uma espécie em perigo, o que significa que a espécie está enfrentando um risco muito alto de extinção. Também foi registrado, em 2005, como vulnerável na Lista de Espécies da Fauna Ameaçadas do Espírito Santo; em 2010, como em perigo na Lista de Espécies Ameaçadas de Extinção da Fauna do Estado de Minas Gerais; em 2014, como em perigo na Portaria MMA N.º 444 de 17 de dezembro de 2014; em 2017 como em perigo na Lista Oficial das Espécies da Fauna Ameaçadas de Extinção do Estado da Bahia; e em 2018, como em perigo no Livro Vermelho da Fauna Brasileira Ameaçada de Extinção do Instituto Chico Mendes de Conservação da Biodiversidade (ICMBio).